# Речен дъждосвирец
Речният дъждосвирец, наричан още говедарче (Charadrius dubius), е прелетна птица от семейство Дъждосвирцови. Среща се и в България.

## Физически характеристики
Речният дъждосвирец е птица, малко по-едра от скореца. Дължината на тялото е около 14 cm, а размахът на крилете - 46 cm. Горната част на тялото е кафява, а долната - бяла. През челото, бузите и около очите преминават черни ивици, а през гушата - широка черна огърлица. При младите индивиди ивиците по тялото са кафяви, по-тесни и по-слабо изразени. Не се наблюдава полов диморфизъм. Има обаче възрастов и слабо изразен сезонен диморфизъм.

## Разпространение
Речният дъждосвирец е разпространен в Централна и Южна Европа, Северозападна Африка и по-голямата част от Азия. Зимува на север от 5° ю.ш. в Южна Азия на полуостров Индостан, Индокитай, Китай и Индонезия, както и в Централна Африка.
В България е гнездящо-прелетен, преминаващ и зимуващ вид. Долита през март и отлита през септември или октомври. В България се среща по Черноморието, като гнезди по всички плажове в близост до сладка вода. Числеността му е 100–130 двойки. По река Струма гнездят 258 двойки. В Софийско се среща покрай язовири и водоеми. В Централна България обитава поречията на реките Марица, Двойница, Стряма, Соколица, Въча, Камчия и други, а в Източните Родопи - по реките Крумовица, Елбасан дере, Арда, Буюк дере и Бяла река. В Сакар гнезди по плитки рекички, като в района има минимум 12 двойки. В Северна България се среща по реките Вит, Осъм и Искър. Размножава се още по брега на река Дунав и по по-голямата част от островите в нея. Популацията му в България наброява между 1500 и 2000 двойки.

## Начин на живот и хранене
Речният дъждосвирец обитава бреговете на реки, постоянни сладководни езера, блата и пресъхващи дерета, като предпочита чакълести и песъчливи крайбрежия. Може да бъде открит още край пясъчни коси, острови, дюни, в градски райони, райони за съхраняване на отпадъчни води, дренажни канали и сметища.
Храни се с твърдокрили насекоми и ларвите им, ракообразни, охлюви, ларви на ручейници, червеи, дребни миди, семена и други дребни водни животни. Търси храната си по крайбрежията и в плитките разливи.

## Размножаване
Гнездовите двойки се формират в края на март и началото на април. Веднага след това женската не прави истинско гнездо, а снася 4-5 яйца в ямичка сред пясък или чакъл. Яйцата са жълтеникави с тъмни петна и щарки. Те се мътят от женската, а мъжкият лети в плавни кръгове над гнездовата територия и силно писука. През най-горещите летни дни птиците напускат „гнездото“ и оставят яйцата да се греят на слънчевите лъчи.
Малките се излюпват след 22-26 дни в края на май и няколко часа по-късно напускат мястото на излюпване. Стават напълно самостоятелни и започват да летят на 20-дневна възраст.